# Lost in Yonkers
Lost in Yonkers é um filme estadunidense de 1993, dirigido por Martha Coolidge. O filme é uma adaptação da peça teatral homónima de Neil Simon, que é também o responsável pelo roteiro.

## Sinopse
Jay é deixado aos cuidados da avó Kurnitz e da tia Bella em Yonkers, New York. O seu pai Eddie precisa de trabalhar como vendedor ambulante para pagar as dívidas contraídas com a doença e morte da mulher. Jay tem que cuidar também do seu irmão mais novo.
A avó é severa, assustadoramente intimidante, uma emigrante judaica do leste da Europa, que aterrorizou os seus filho em diferentes níveis, enquanto cresciam. Bella é doce, mas mentalmente lenta, que espera casar com Johnny para escapar ao ambiente opressivo da casa. O seu irmão Louie é um pequeno bandido duro, que está em fuga e Gert sofre de problemas respiratórios, com causas mais psicológicas que físicas.
O confronto dramático entre mãe e filha cria uma ruptura permanente nesta família altamente disfuncional.

## Elenco
- Brad Stoll  Jay Kurnitz
- Richard Dreyfuss  Louie
- Mercedes Ruehl  Bella
- Irene Worth  Grandma
- David Strathairn Johnny
- Mike Damus  Arty